# Кадушин, Иван Андреевич
Кадушин Иван Андреевич (1888, Дубровка, Арзамасский уезд, Нижегородская губерния — 1945, Лысково, Горьковская область, РСФСР, СССР) — советский деятель органов государственной безопасности. Почётный чекист (1925).

## Биография

### Происхождение
Родился в 1888 году в деревне Дубровка Арзамасского уезда в бедной русской крестьянской семье; отец — крестьянин-бедняк (умер в 1927), мать — крестьянка (умерла в 1903).
С сентября 1900 по май 1901 года учился в сельской школе. С мая 1901 года по ноябрь 1903 — пастух в имении князя Кочубей в селе Дубровка Лукояновского уезда Нижегородской губернии. В дальнейшем переехал в село Сормово Нижегородской губернии, в 1902—1903 — 1 класс воскресной школы в Нижнем Новгороде; учился в Кулибинском ремесленном училище в Нижнем Новгороде, с ноября 1903 по ноябрь 1905 года — ученик слесаря металлургического завода в Сормово. В 1905 году занимался революционной работой в Нижнем Новгороде, был арестован и выслан в Воронеж.
С ноября 1905 по август 1906 года — слесарь на заводе князя Орлова в селе Добринка Бобровского уезда Воронежской губернии. Жил в Иваново-Вознесенске, Петербурге. С августа 1906 года по сентябрь 1907 года — машинист в имении (княгини) в селе Широкий Карамыш Аткарского уезда Саратовской губернии.
Член РСДРП(б) с 1907 года.
С сентября 1907 года по февраль 1908 года — слесарь фабрики Асмолова в городе Ростов-на-Дону. С февраля 1908 года по август 1909 года — токарь судостроительного цеха металлургического завода в Сормово. С августа 1909 по январь 1912 года — машинист ассенизационного обоза Копыленко — Нижний Новгород.

### Служба в Императорской армии
С января 1912 по декабрь 1915 год — рядовой, унтер-офицер 7 гусарского Белорусского полка (Владимир-Волынск Волынской губернии). С декабря 1915 по февраль 1916 год находился на излечении в военно-полевом лазарете в городе Ровно. С февраля 1916 по июнь 1917 года — подпрапорщик 6 запасного кавалерийского полка (Борисоглебск Тамбовской губернии), командир конной разведки, произведен в унтер-офицеры. В феврале 1917 года в Борисоглебске был членом исполкома Совета солдатских депутатов 6-го запасного полка.
С июня 1917 по ноябрь 1917 года — начальник команды разведчиков 3 артиллерийского дивизиона (село Дымарка Киевского уезда Киевской губернии; село Богородек Московская губернии).
Состоял в РСДРП(б) в 1907—1917; выбыл в связи с непредставлением подтверждающих документов. Член ВКП(б) с 1917 года.

### Работа в органах госбезопасности
После Октябрьской революции с ноября 1917 года по март 1918 года — красногвардеец отряда Рогова в Москве. С марта 1918 года переходит на чекистскую работу; до 1919 года — комиссар, инструктор при президиуме ВЧК (Москва).
С июля 1919 по сентябрь 1919 года — председатель Витебской губернской ЧК. До декабря 1919 год — на чекисткой работе в Уральске, Оренбурге. С марта 1920 по август 1920 год — председатель областной Уральской ЧК (город Уральск Киргизской АССР). 7 августа 1920 года Казоблбюро ВКП(б) отклонила предложение Оренбургско-Тургайского губкома о назначении Кадушина заместителем уполномоченного ВЧК по Киргизской АССР — председателем Оренбургско-Тургайской губернского ЧК. 9 августа 1920 года Казоблбюро утвердило Кадушина врид председателя Оренбургско-Тургайской губернской ЧК и полпредом ВЧК по Киргизской АССР на время командировки в Москву товарища Мороз. С августа по октябрь 1920 года — врид уполномоченного ВЧК по Киргизской АССР — председатель Оренбургско-Тургайской губернской ЧК. С сентября 1920 года по октябрь 1920 года — председатель Киргизской краевой ЧК. 30 октября 1920 года бюро Оренбургско-Тургайского губкома ВКП(б), рассмотрев вопрос оо обвинении полпреда ВЧК И. А. Кадушина в получении слишком многих вещей (при их распределении), постановило — считать недоказанным и дело прекратить.
С декабря 1920 по февраль 1924 год — на чекисткой работе в городе Чебоксары (Чувашская АО), в Нижнем Новгороде, Самаре, Астрахани.
С декабря 1920 по июль 1921 — председатель Чувашской областной ЧК. Кадушин И. А. заменил на этом посту председателя ЧК Г. И. Гайдученко-Гордона, обвиненного в присвоении имущества. Организатор и участник подавления Чапанского восстания (кулацкого мятежа) в Чувашской АО. 17 апреля 1921 года был членом президиума при открытии заседания чувашского Общества по изучению местного края, заседание которого проходило в помещении Государственного чувашского театра. Роль И. А. Кадушина отмечена в отчете Областной секции по делам музеев и охраны памятников искусства, старины и природы Чувашской АО с января по апрель 1921 года; отмечено, что «сам председатель обчека т. Кадушин принял самое живое и деятельное участие в Коллегии музейсекции и комиссии по охране памятников. Его знания по раскопкам и определение древностей оказывают существенную помощь секции». Кадушин привлек к музейной работе и охране памятников уездных и волостных чекистов; он пожертвовал только что созданному Чувашскому центральному музею картину И. И. Левитана «Одуванчики»; он являлся также уполномоченным по оборудованию типографии в Чебоксарах, возглавлял техническую комиссию по устройству первомайских торжеств 1921 года.
С августа 1921 года — председатель Нижегородской губернского ЧК, после её реорганизации в 1922 году — начальник Нижегородского губернского отдела ГПУ (до октября); с октября 1922 по январь 1923 года — начальник Астраханского губернского отдела ГПУ. С февраля 1924 по январь 1925 год — начальник Архангельского губернского отдела ГПУ, отозван из Архангельска по просьбе ОГПУ СССР; с марта 1925 по май 1925 — начальник Тверского губернского отдела ГПУ; с мая 1925 по августа 1925 — помощник начальника особого отдела ОГПУ МВО (Москва).
С августа 1925 по август 1927 — председатель ГПУ Татарской АССР. 21 января 1926 года состоялось первое заседание Правления пролетарского, спортивного общества «Динамо» при ТОО ГПУ на котором председателем избирается И. А. Кадушин.
С октября 1927 по ноябрь 1928 на чекистской работе в городе Барнаул (Симбирский край), начальник Барнаульского окротдела ГПУ.

### Хозяйственная работа
В 1928 году был демобилизован из органов ГПУ по состоянию здоровья.
С ноябрь 1928 по июнь 1931 — директор лесхоза (город Лысково, Шаров). С июня 1931 года по декабрь 1932 года на чекистской работе (Лодейное Поле Ленинградская область). С июня 1931 года по ноябрь 1931 года — заместитель начальника Свирского ИТЛ ОГПУ; с ноября 1931 по декабрь 1932 — начальник Свирского ИТЛ ОГПУ.
С декабря 1932 по декабрь 1933 — управляющий Ростовским леспромтрестом. С декабря 1933 по январь 1935 года — уполномоченный Наркомлеса в городе Сухуми Абхазская АССР. С январь 1935 по 1938 — директор лесхозтреста в Саратове. С 1938 по 1939 год в распоряжении НК лесной промышленности СССР. Был управляющим трестом «Уралзападолес». С 1939 год — пенсионер.
Умер в 1945 году в городе Лысково Горьковской области.

## Семья
Жена — Кадушина Ольга Александровна.

## Награды
- Почётный знак ВЧК-ГПУ (к 5-летию ВЧК-ГПУ, 1922) (№ 325, 1925)
- Почётное боевое оружие — маузер с надписью «За беспощадную борьбу с контрреволюцией».

## Память
Похоронен на старом кладбище города Лысково Нижегородской области. Именем Кадушина И. А. назван переулок в городе Лысково Нижегородской области.